# حسام حايك
حسام حايك (بالعبرية: חוסאם חאיק‏) هو عالم ومهندس عربي إسرائيلي من مواليد عام 1975 وهو أستاذ أكاديمي كامل  (Full Professor) في معهد العلوم التطبيقة - التخنيون بمدينة حيفا. البروفيسور حايك هو رائد معروف باختراع أنف وجلد اصطناعي نانوي لاكتشاف المرض من الزفيروالجلد. هذا ما تم تسليط الضوء عليه وأدراج حايك ضمن في أكثر من 42 من قوائم التّصنيف الهامة، مثل الـ 35 من كبار العلماء الشباب في العالم من قبل مجلة معهد ماساتشوستس للتكنولوجيا (MIT Technology Review)، أفضل 100 مبتكر في العالم (2015-2018) من قبل مختلف المنظمات الدولية، الخ. هذه الابتكارات الثوريه تستخدم على نطاق واسع للكشف عن المؤشرات الحيوية للأمراض في المختبرات والصناعات. بالاضافه، حايك لديه العديد من المساهمات في مجالات متعددة التخصصات مثل تقنية النانو، وأجهزة الاستشعار النانوية، والعلامات الحيوية المتطايرة، والإلكترونيات الجزيئية.

## حياته الشخصية والمهنية
ولد حسام حايك في مدينة الناصرة عام 1975 لأسرة عربية مسيحية، انهى المرحلة الثانوية في مدرسة المطران الكاثوليكية في مدينة الناصرة. بعدها انتقل إلى الدراسة الجامعية وانهى اللقب الأول في بكالوريوس الهندسة الكيميائية من جامعة بن غوريون من ثم انتقل إلى معهد العلوم التطبيقية – التخنيون وفي عام 2002 حصل على الدكتوراه في مسار مباشر من معهد التخنيون، ثم أمضى عامين (2004-2006) كباحث في مرحلة ما بعد الدكتوراه في معهد كاليفورنيا للتكنولوجيا - كالتيك. عاد حايك إلى معهد التخنيون وأصبح أستاذا مساعدا في عام 2006. وهو الآن أستاذ أكاديمي كامل في قسم الهندسة الكيميائية ومعهد راسل بيري لتقنية النانو (RBNI)، ومدير مختبر الأجهزة المعتمدة على المواد النانوية (LNBD) في معهد العلوم التطبيقية – التخنيون.
في عام 2019 تم إختيار حايك لمنصب عميد الطلبة في معهد العلوم التطبيقية – التخنيون.

## أبحاثه
تشمل الاهتمامات البحثية لحايك أجهزة نانوية لفحص وتشخيص ومراقبة الأمراض، وأجهزة الاستشعار الكيميائية (المرنة) القائمة على المواد متناهية الصغر، الجلد الإلكتروني، تحليل التنفس لتشخيص الامراض، والمؤشرات الحيوية المتطايرة، والأجهزة الإلكترونية القائمة على الجزيئات.
قام حايك باستخدام تقنيات التحليل الطيفي مع إجراء تجارب داخل وخارج الجسم الحي في مختبراته الخاصة، بالإضافة إلى تحليل خلية واحدة لاكتساب فهم جديد حول المؤشرات الحيوية المتقلبة. في اكتشافاته المبكرة أوضح لأول مرة على الإطلاق أن السرطان له بصمة جزيئية فريدة من خلال عينات التنفس الزفير. في وقت لاحق، أظهرت مجموعته البحثية أن كل مرض له بصمة جزيئية متقلبة فريدة من نوعها، وبالتالي يمكن كشف سرطانات وأمراض أخري في مراحل أوليه - هذا يحث علي تطوير جيل جديد من الأجهزة الطبية الحيوية للفحص والتشخيص المبكر في الحاضر والمستقبل بطريقة موسعة وغير مكلفة. هذه النتائج فتحت مجال جديد يسمي بال Volatolomics .
بعد تأسيس الجانب العلمي، قامت مجموعة حسام حايك بتطوير واختراع تقنية جديدة تسمى بالنظم النانوية المطعمة بالذكاء الاصطناعي (Artificial Intelligent Nanoarrays)، التي نجحت بتشخيص أكثر من 23 حالة مرضية من خلال الزفير باستخدام طرق غير اجتياحيه. هذه النظم الذكية يمكن استخدامها بسهولة وبأسعار معقولة في البلدان النامية وكذلك في البلدان المتقدمة. تم تطبيق صفائف الاستشعار المستندة علي المواد المتناهية الصغر في أكثر من عشرين مستشفى حول العالم لاختبار أنواع مختلفة من السرطان، أمراض الكلى المزمنة والحادة، أمراض الكبد، وارتفاع ضغط الدم الشرياني الرئوي، وغيرها. تمكنت مجموعته من التمييز بين الفئات الفرعية لمرض معين وكذلك بين المركبات العضوية المتطايرة المرتبطة بالطفرات الوراثية للحالات المرضية المهمة (P53 ، K-RAS ، EGFR ، و- ALK).
قام فريقه أيضًا بتطوير أنظمة ذكية تسمى ب «اللاصقات الذكية» والتي تشبه الجلد البشري، بمعنى أنها يمكن أن تشعر في وقت واحد بالضغط (أو اللمس) والرطوبة ودرجة الحرارة والتحليلات الكيميائية. يمكن لهذه اللاصقات الذكية القابلة للشفاء أن تمكن أجهزة الكمبيوتر والروبوتات والأشياء الذكية الشعور باللمس، وتمكنهم من الشعور بمحيطهم. هذه التكنولوجيا الحاصلة على براءة اختراع تعمل بدقة وحساسيه عالية وأوقات قراءة سريعة تتطابق بل وتتجاوز إحساس الإصبع البشري. تتطلب هذه الأشياء أحجامًا أقل (من ناحيه الحاسوب) لقراءات البيانات واستهلاكًا منخفضًا للطاقة. لقد فتحت هذه المميزات فرص تكنولوجية وتجارية جديدة مثل الروبوتات والأجهزة الطبية الحساسة للمس، والأطراف الصناعية مع ردود الفعل اللمسية، بالإضافة إلى لاصقات ذكية يمكن ارتداؤها للرياضة.
أدت التقنيات التي طورها فريق حايك إلى إنتاج أكثر من 42 براءة اختراع، وتبادل الكثير من التعاون بين ال Technion والكيانات والشركات الدولية. ومن ذلك أفكاره أدت إلى تأسيس شركات ناشئة مثل NanoVation-SG Ltd و- FeelIT Ltd.

## جوائزه وألقابه الفخرية
تم انتخاب حسام حايك من قبل مجلس الشيوخ لتولي منصب " FMW Academic Chair" المرموق في التخنيون. تحقيقه لعلامات مهمة في تطويره للنظم النانوية الإصطناعيه الذكية المصطنعة للكشف عن الأمراض بطريقة غير اجتياحية  أكسبه مجموعة كبيرة من المنح والجوائز المرموقة دوليا مثل: المنحة المتميزة لماري كوري، منحه الERC ، جائزة بيل وميليندا غيتس، وغيرها الكثير في هذا المجال. بل ولديه أيضًا العديد من براءات الاختراع والمساهمات لإنشاء جلود إلكترونية اصطناعية تستخدم لتطبيقات الأطراف الاصطناعية وتطبيقات الروبوتات.
حصل حايك على عشرات الجوائز الدولية تقديرا لجهوده - أكثر من 72 جائزة - بما في ذلك فارس وسام النخيل الأكاديمي (الذي منحته الحكومة الفرنسية) - الذي أنشأه نابليون بونابرت لأول مرة في عام 1808 ؛ "قائمة أفضل 35 عالمًا شابًا في العالم  ؛" بيل وميليندا غيتس «؛ جائزة» الابتكار وريادة الأعمال «في الهندسة الكيميائية؛ جائزة همبولدت لكبار الباحثين؛ جائزة ابتكار المكونات الإلكترونية وأنظمة الاتحاد الأوروبي (ECS)؛» أفضل مائة مبتكر في العالم«(2015-2018)؛ جائزة»Michael Bruno"؛ " جائزة Tenne للتميز في العلوم والتنولوجيا؛ جائزة هاليفي للهندسة التطبيقية المبتكرة، وغيرها الكثير. إلى جانب إنجازاته الأخيرة والماضية في مجال البحوث، حقق إنجازات كبيره كمحاضر متميز بمجموعة واسعة من الجوائز التي حصل عليها لتفوقه (الدائم) في التدريس (أعلى 4٪). حصل أيضًا على «جائزة Yanai للتميز الأكاديمي» المرموقة، والتي تُمنح للمساهمة الاستثنائية والهامة في التدريس والتعليم الأكاديمي. تم تعيينه أيضًا ليكون عضوًا في مجلس إدارة «التقارير العلمية». وبصفته عالِمًا ابتكاريًا نشطًا ومتطورًا تعليميًا في مجتمعه، جذب انتباه المليارديرات في العالم مثل بيل جيتس وإريك شميدت، وكان يعمل بالتعاون مع مؤسسة بيل وميليندا غيتس في مجال تشخيص الأمراض، وحصل مؤخرًا على لقب أساتذية تشانغجيانغ (نهر اليانغتسى) الممنوح من قبل وزارة التعليم في الصين، وهو أيضا حاصل على الدكتوراه الفخرية (دكتوراه في الفلسفة الفخرية هونوريس كوزا) من جامعة حيفا.

## إتحادات أسسها
قام حايك بتأسيس وقيادة العديد من المؤسسات العلمية، بما في ذلك ما يلي:
• FP-7 consortium - LCAOS; 2011–2015: يضم هذا الاتحاد 4 شركاء أكاديميين ومستشفيين و 3 مؤسسات صغيرة ومتوسطة الحجم، والذي انتهى بنظام مستقل على الإنترنت للكشف عن السرطان وتم وضعه في أكثر من 11 مستشفى (حتى الآن) في العديد من البلدان.
• EuroNanoMed consortium - Volgacore; 2014–2017: يضم هذا الاتحاد يضم 5 شركاء أكاديميين و 3 مستشفيات و 2 من المؤسسات الصغيرة والمتوسطة الحجم. في الوقت الحالي، يستخدم أكثر من 8 مستشفيات أوروبية التكنولوجيا التي طورها حايك وفريقه والمتعاونون معه للكشف عن الأمراض المعدية.
• Horizon2020 ICT consortium -SniffPhone; 2015-2019: يضم هذا الاتحاد 4 شركاء أكاديميين ومستشفيين و 3 مؤسسات صغيرة ومتوسطة الحجم وشركة كبيرة واحدة (SIEMENS AG Corporate Technology؛ ميونخ - ألمانيا). تم اختيار هذا المشروع مؤخرًا كواحد من أكثر المشاريع نفوذاً في العالم خلال الفترة 2015-2018 والعديد من المنظمات وحصل على جائزة الاتحاد الأوروبي للابتكار لعام 2018.
•Horizon2020 Health consortium - VOGAS; 2019-2022: يضم هذا الاتحاد 8 شركاء أكاديميين و 4 مستشفيات و 2 من الشركات الصغيرة والمتوسطة من كل من أوروبا وأمريكا اللاتينية، لتطوير والتحقق من صحة المحلل للكشف وتصنيف الأمراض المعدية.
• Horizon 2020 ICT consortium - A-Patch; 2019-2022: يضم هذا الاتحاد 3 شركاء أكاديميين وشركتين عالميتين و 2 من المؤسسات الصغيرة والمتوسطة الحجم ومستشفى واحد ومؤسسة واحدة غير هادفة للربح من أجل تطوير التصحيح الحسي الفائق للكشف عن مرض العدوى من الجلد.
بالإضافة إلى ذلك شارك حايك في تأسيس وتشغيل مركز دولي مشترك بين مجموعته وال INSERM999 (باريس - فرنسا)، وحاليا هو المدير المشارك لهذا المركز.

## مجهوداته التعليمية والتدريسية
بالرغم من ضيق وقت وجدول أعمال حايك، هذا لم يمنعه من تعليم الطلاب والباحثين الشباب. فهو يحصل بانتظام على جائزة التميز التقني في التدريس (أعلى 4 ٪) وبالإضافة إلي ذلك حصوله علي «جائزة Yanai للتميز الأكاديمي» المرموقة. حايك يعشق التدريس ويؤمن بفكرة توجيه وتعليم النشئ من الشباب. في عام 2014 صمم وطور أول دورات مكثفة مفتوحة على الإنترنت (MOOCs) في التخنيون، تحت عنوان «تقنية النانو ومستشعرات النانو» وللمرة الأولى في العالم بلغتين: العربية والإنجليزية (https: / /www.coursera.org/course/nanosensors). ركزت هذه المساقات على مجالات التشخيص الغير اجتياحي وكذلك أساليب الطب النانوي.

## منشوراته البحثيه
منذ انضمام حايك إلى Technion في عام 2006، قام هو وزملاؤه بنشر أكثر من 220 منشورًا في المجلات الكبيرة في مجال تقنية النانو والمواد / الكيمياء المتقدمة / التطبيقية. على الرغم من أنه تلقى تعليمه كمهندس فهو دائمآ ينشر أفكاره في المجلات العلمية الرائدة. أدى التقدم الذي أحرزه إلى إنتاج عشرة فصول في كتب مختلفة. اكتسبت مقالاته أكثر من 11000 اقتباس، و 35 مقالًا له تحتوي على أكثر من 100 اقتباس. يملك حايك مؤشر H index = 61.